# Maria Prevolaraki
Maria Prevolaraki (grec: Μαρια Πρεβολαρακη)  (Atenes, 21 de desembre de 1991) és una esportista grega que competeix en lluita estil lliure, guanyadora d'una medalla de bronze en el Campionat Mundial de Lluita de 2012 i dues medalles de plata en el Campionat Europeu de Lluita, en els anys 2013 i 2014.

## Palmarès internacional
| Campionat Mundial | Campionat Mundial             | Campionat Mundial | Campionat Mundial |
| Any               | Lloc                          | Medalla           | Categoria         |
| ----------------- | ----------------------------- | ----------------- | ----------------- |
| 2012              | Edmonton ( Canadà) Canadà     | 3                 | Lliure 55 kg      |
| Campionat Europeu |                               |                   |                   |
| Any               | Lloc                          | Medalla           | Categoria         |
| 2013              | Tiflis ( Geòrgia) Geòrgia     | 2                 | Lliure 55 kg      |
| 2014              | Vantaa ( Finlàndia) Finlàndia | 2                 | Lliure 56 kg      |